# Swafield
Swafield är en ort och civil parish i Storbritannien.   Den ligger i grevskapet Norfolk och riksdelen England, i den sydöstra delen av landet, 180 km nordost om huvudstaden London. Swafield ligger 15 meter över havet och antalet invånare är 273.
Terrängen runt Swafield är platt. Runt Swafield är det ganska tätbefolkat, med 104 invånare per kvadratkilometer. Närmaste större samhälle är North Walsham, 2,0 km söder om Swafield. Trakten runt Swafield består till största delen av jordbruksmark.